# Mariä Himmelfahrt (Allersdorf, Abensberg)

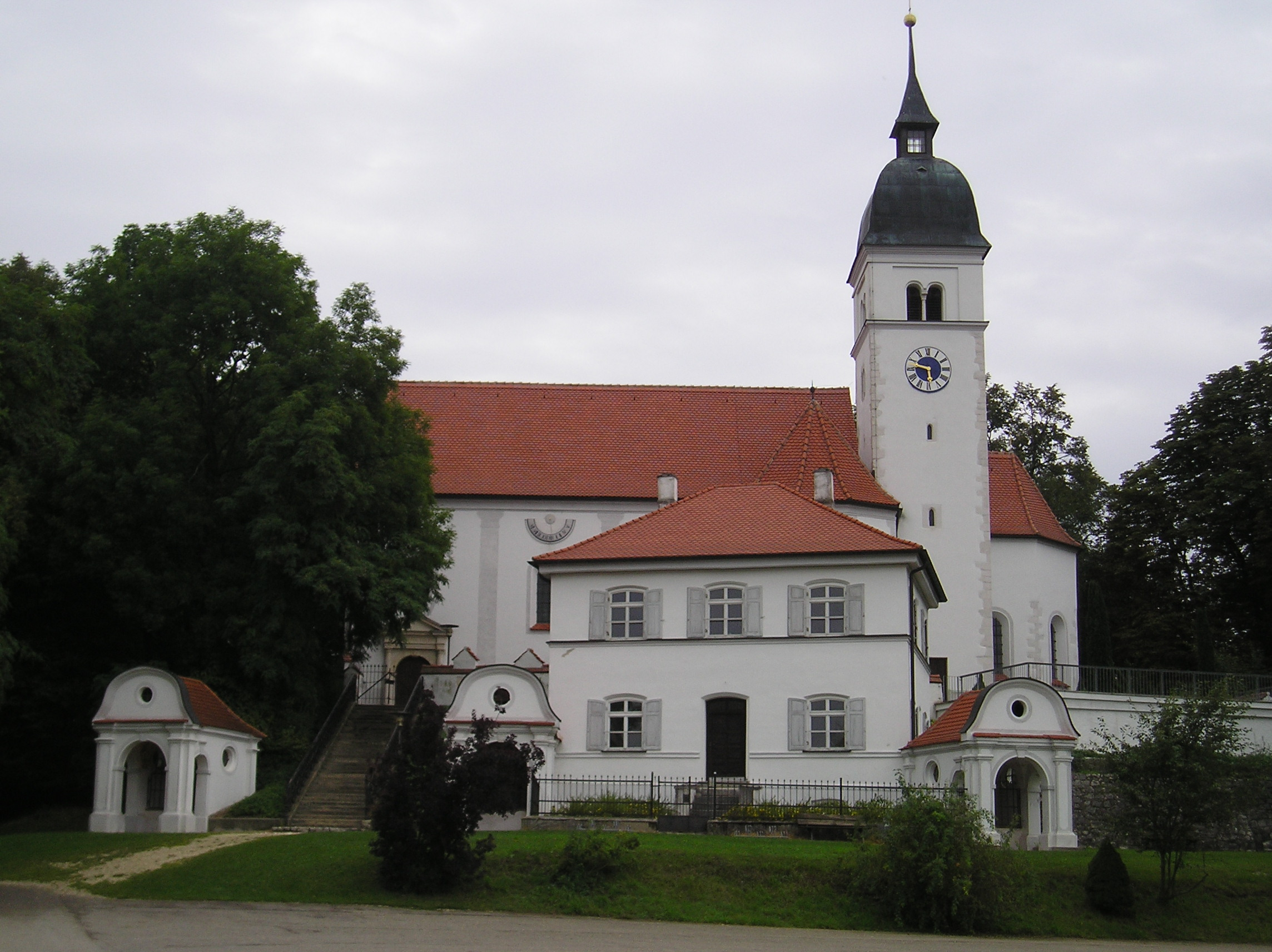
Außenansicht der Wallfahrtskirche Allersdorf, im Vordergrund sind das Priesterwohnhaus und drei der zehn Marienkapellen zu sehen

Die Wallfahrtskirche Mariä Himmelfahrt in Allersdorf ist eine Marienkirche im niederbayerischen Landkreis Kelheim. Sie befindet sich auf dem Gipfel des Frauenberges (391 m ü. NN) und somit auf dem Gebiet der Stadt Abensberg, gehört jedoch zur Pfarrei Biburg. Bis zur Säkularisation 1803 war die Wallfahrtskirche im Besitz des Klosters Biburg. Am Fuß des Frauenberges verlaufen die Bundesstraße 16 zwischen Regensburg und Ingolstadt und der Fluss Abens.

## Geschichte

### Gründungslegende
Der Sage nach war etwa zu Beginn des 11. Jahrhunderts die Ehe eines Sohnes des Grafen Babo von Abensberg jahrelang kinderlos geblieben. Da gelobte die Gräfin, der Gottesmutter Maria eine Kirche zu stiften. Von einem Fenster der Abensberger Burg aus schoss sie einen Pfeil ab; dort, wo dieser den Boden traf, sollte das Gebäude errichtet werden. So geschah es; die Gräfin aber gebar in den folgenden Jahren noch insgesamt sieben Kinder.

### Gründungsgeschichte
Wahrscheinlich geht die Kirche auf die „Selige Bertha“ von Ratzenhofen († 1151), auch „Selige Bertha“ von Biburg genannt, zurück. Die „Selige Bertha“ ist die Mutter des heiliggesprochenen Salzburger Erzbischofs Eberhard von Sittling und Biburg und gilt auch als Stifterin des nahen Klosters Biburg. Sie dürfte wohl den Bauplatz für die Kirche von ihrem Neffen erhalten haben und war wohl bei den Bauarbeiten auch selbst zugegen. Bischof Heinrich I. von Regensburg löste die Kirche zur Konsekration der Klosterkirche Biburg am 28. Oktober 1140 aus dem Sprengel der Urpfarrei Gögging heraus und übergab sie an die Benediktiner der neu gegründeten Abtei. Papst Innozenz II. und Papst Alexander III. bestätigten diese Übergabe 1139 und 1177, ebenso Kaiser Friedrich I. Barbarossa – jeweils unter dem früheren Namen Allingestorf und Allungestorf.

### Weitere Geschichte
Bereits im Mittelalter war die Kirche auf dem Frauenberg ein viel besuchter Wallfahrtsort. Dies kann aus der Tatsache abgelesen werden, dass das Mariengnadenbild bereits aus spätgotischer Zeit um 1510/20 stammt. Nach dem Niedergang der Benediktinerabtei übernahm im Jahre 1589 der Jesuitenkolleg aus Ingolstadt das Kloster Biburg samt der Allersdorfer Wallfahrtskirche. Von 1598 bis 1600 wurde die Kirche durch einen Neubau ersetzt, der zusätzlich ein Querschiff erhielt. Dabei handelt es sich um eine der frühesten Barockkirchen Bayerns – nur drei Jahre zuvor war die Institutskirche St. Michael in München eingeweiht worden, ein stilistisch am Übergang von der Renaissance zum Barock befindlicher Bau, der unter der Leitung des Münchner Jesuitenkollegs entstand. Nur der aus dem 13. Jahrhundert stammende romanische Turm wurde damals vom Vorgängerbau beibehalten.
In der Folgezeit erlebte die Marienwallfahrt einen erneuten Aufschwung. Als Dank für die Verschonung vor der Pest wurde 1629 um den Hügel, auf dem die Wallfahrtskirche steht, ein Rundweg mit sechs Grotten angelegt. Diese zeigten die Geheimnisse des christlichen Heils – ausschließlich anhand von Votivgaben aus dieser Zeit. Sogar eine kleine Orgel wurde damals der Kirche geschenkt, die aber bereits 1642 durch ein größeres Instrument ersetzt wurde. In den 1650er Jahren wurde die Kirche erstmals durchgreifend renoviert und die Kirchhofummauerung neu erbaut, 1685 schaffte man dann durch klarere Glasscheiben mehr Helligkeit im Kircheninneren, 1692 wurde für das Mariengnadenbild ein kostbares Kleid aus Seide gestiftet. Die nächsten großen und bis heute prägenden Umbaumaßnahmen wurden ab 1710 durchgeführt, vermutlich von Joseph Bader aus Rohr. In diesem Jahr tünchte man die Wände im Inneren neu und stuckierte den gesamten Chorraum. Im Folgejahr wurde auch das Langhausgewölbe ausstuckiert. Außerdem wurde 1711 der Freskenzyklus aus 52 Deckengemälden, die im gesamten Kirchenraum verteilt sind, geschaffen. Darüber existiert ein Bericht aus dem Jahr 1712 – zu finden in den „Litterae annuae“, dem Jahresbericht der Jesuiten. Ebenfalls 1711 wurden anstelle der sechs Grotten rund um den Hügel zehn Kapellen errichtet, die 1713 mit Darstellungen aus dem Leben Mariens ausgestattet wurden. Ebenfalls 1713 dürften Figuren der Heiligen Josef und Joachim entstanden sein, welche identisch sein dürften mit den Seitenfiguren des heutigen Hochaltares. Dieser wurde jedoch erst 1757, also etwa am Höhepunkt des Rokokozeitalters, errichtet. In den Aufbau wurde neben den Seitenfiguren von 1713 auch das spätgotische Gnadenbild integriert.
Nach der Aufhebung des Jesuitenordens im Jahre 1773 übernahm 1781 der Malteserorden das Kloster Biburg und damit auch die Wallfahrtskirche Allersdorf. Infolge der Säkularisation sollten 1803 die Wallfahrtskirche und die Kapellen abgerissen werden. Durch den Einsatz des damaligen Malteser-Komturs Graf Morawitzky konnte dies jedoch verhindert werden. 1845 wurde das heute noch bestehende Wallfahrtspriesterhaus erbaut. Der zweigeschossige Walmdachbau mit Segmentbogenfenstern ist im Biedermeier-Stil ausgeführt. 1898 (je nach Autor auch 1878) wurde die Wallfahrtskirche in historisierenden Formen renoviert. Dabei wurden die Gewölbeflächen und der Stuck stark farbig hervorgehoben und die Deckenbilder teils übermalt, wobei aber nichts an den Motiven und der Thematik des Freskenzyklus geändert worden sein dürfte. Dieser Zustand ist im Wesentlichen heute noch erhalten.
In den 1960er Jahren wurde das Grab der „Seligen Bertha“, welches sich ursprünglich in der Wallfahrtskirche befand, mit der Deckplatte des Hochgrabes in die Klosterkirche Biburg übertragen. Dort ist seither der „Berthastein“ in der Apsis des südlichen Seitenschiffes zu sehen. 1968 wurde das Priesterhaus letztmals renoviert und modernisiert. In den Jahren 1973 bis 1978 erfolgte dann eine Außenrenovierung der Wallfahrtskirche. Nachdem 1987 Stuckornamente von der Decke heruntergefallen waren, plante man eine Inneninstandsetzung. Da aber auch der Dachstuhl und die Statik des Turmes schadhaft waren, zog sich die folgende Sanierung über fünf Jahre von 1990 bis 1995 hin. Von 1992 bis 1995 wurden dabei die Fresken und der Stuck im Innenraum vollständig restauriert und konserviert. Am 21. Mai 1995 konnte bei einem Gottesdienst mit Bischof Manfred Müller neben den Feierlichkeiten zum Abschluss der Renovierungsarbeiten auch der neue Volksaltar aus hellgrauem Muschelkalk geweiht werden. Seit 1996 werden außerdem nach und nach die zehn Wallfahrtskapellen instand gesetzt; diese Arbeiten sind aber bis heute (Stand: Juli 2016) noch nicht abgeschlossen.
Heute besitzt die Kirche als Wallfahrtsort nicht mehr die große Bedeutung, die sie in früheren Jahrhunderten hatte. Gelegentlich finden aber immer noch Wallfahrten statt, so z. B. alljährlich im „Marienmonat“ Mai die Bittprozessionen der Pfarreien Abensberg und Siegenburg. Auch für Hochzeitsfeiern wird die Kirche noch heute gerne genutzt.

## Beschreibung

### Architektur
Die Wallfahrtskirche, die auf einem Hügel liegt, kann über Treppen an dessen Nord- und Südseite erreicht werden. Rund um die Kirche befindet sich ein kleiner Friedhof, der von der Kirchhofmauer aus dem 17. Jahrhundert umgeben ist. An den Südhang des Hügels wurde 1845 das Priesterwohnhaus im Biedermeier-Stil gebaut, ein zweigeschossiger Bau mit flachem Walmdach. Am Fuß des Hügels stehen außerdem zehn barocke Marienkapellen, die verschiedenen Marienfesten und Spielarten der Marienverehrung geweiht sind. Sie bilden einen Kranz um die Wallfahrtskirche; lediglich im Osten und Nordosten, wo die Bewaldung dichter ist, wurden keine Kapellen erbaut. Die Kapellen verfügen alle über eine Art Portikus, die über einen rundbogigen Durchgang zugänglich ist. Das für einen Portikus obligatorische gerade Gebälk wird dabei von wuchtigen, gefasten Pfeilern getragen. Der eigentliche Kapellenraum ist durch ein schmiedeeisernes Gitter abgetrennt und durch ein Podest erhöht. Hier sind verschiedene Szenen aus dem Marienleben in unterschiedlicher Weise künstlerisch umgesetzt, zum Beispiel mittels Wandmalereien oder Tafelbildern. Nach oben schließen die Kapellen mit einem Satteldach ab, dem auf der Schauseite ein Schweifgiebel mit Rundfenster vorgeblendet ist.

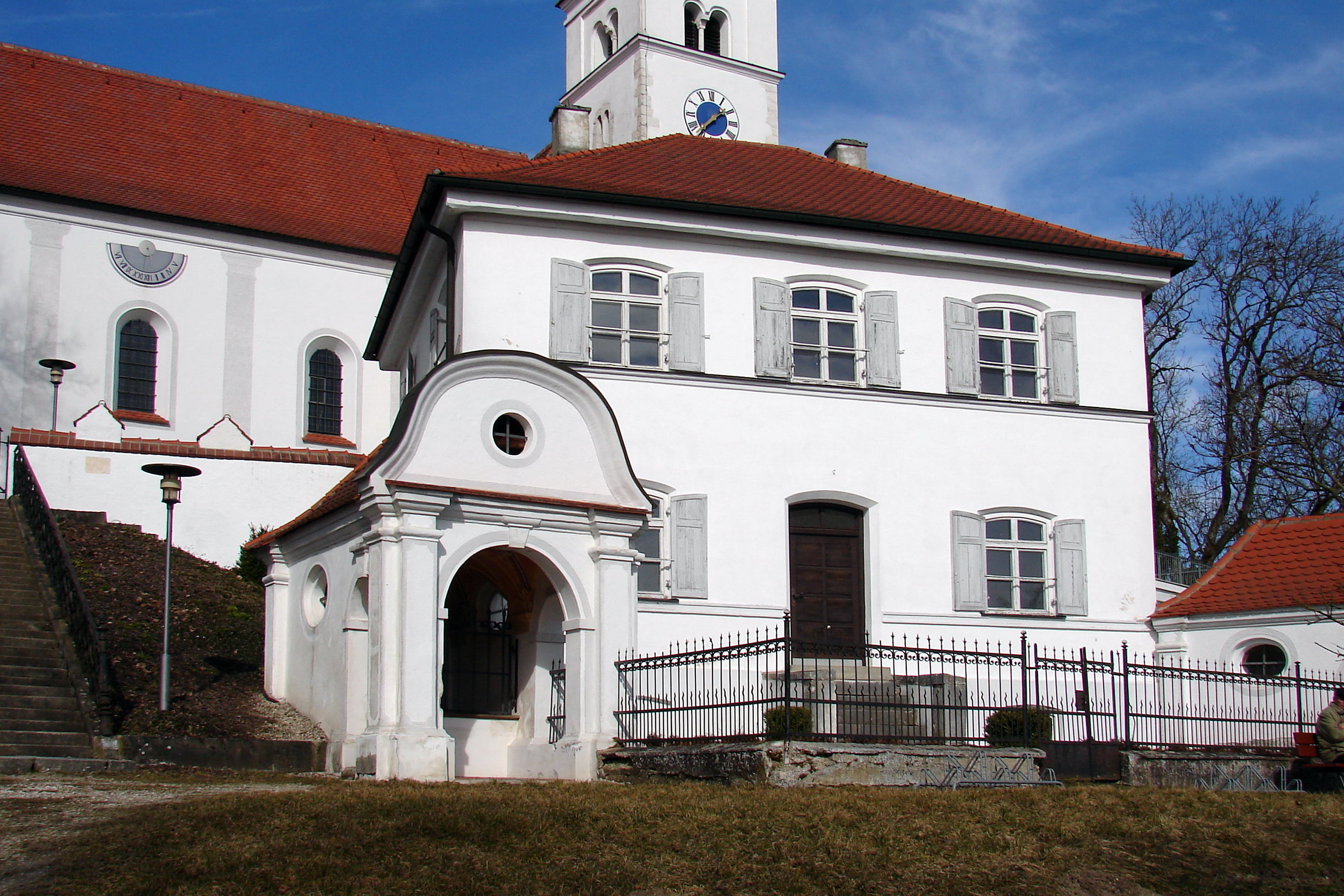
Priesterwohnhaus
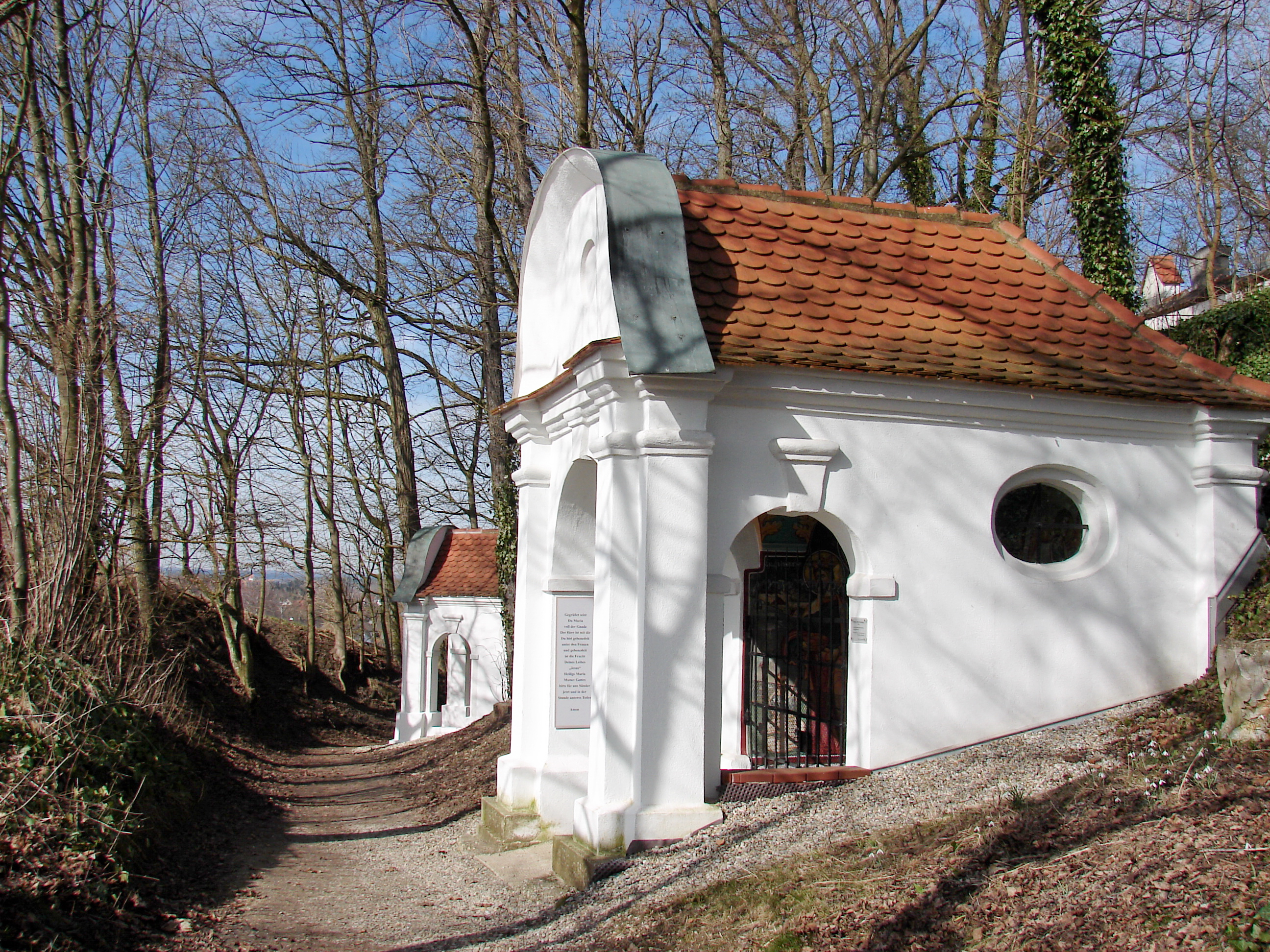
Kreuzwegkapellen

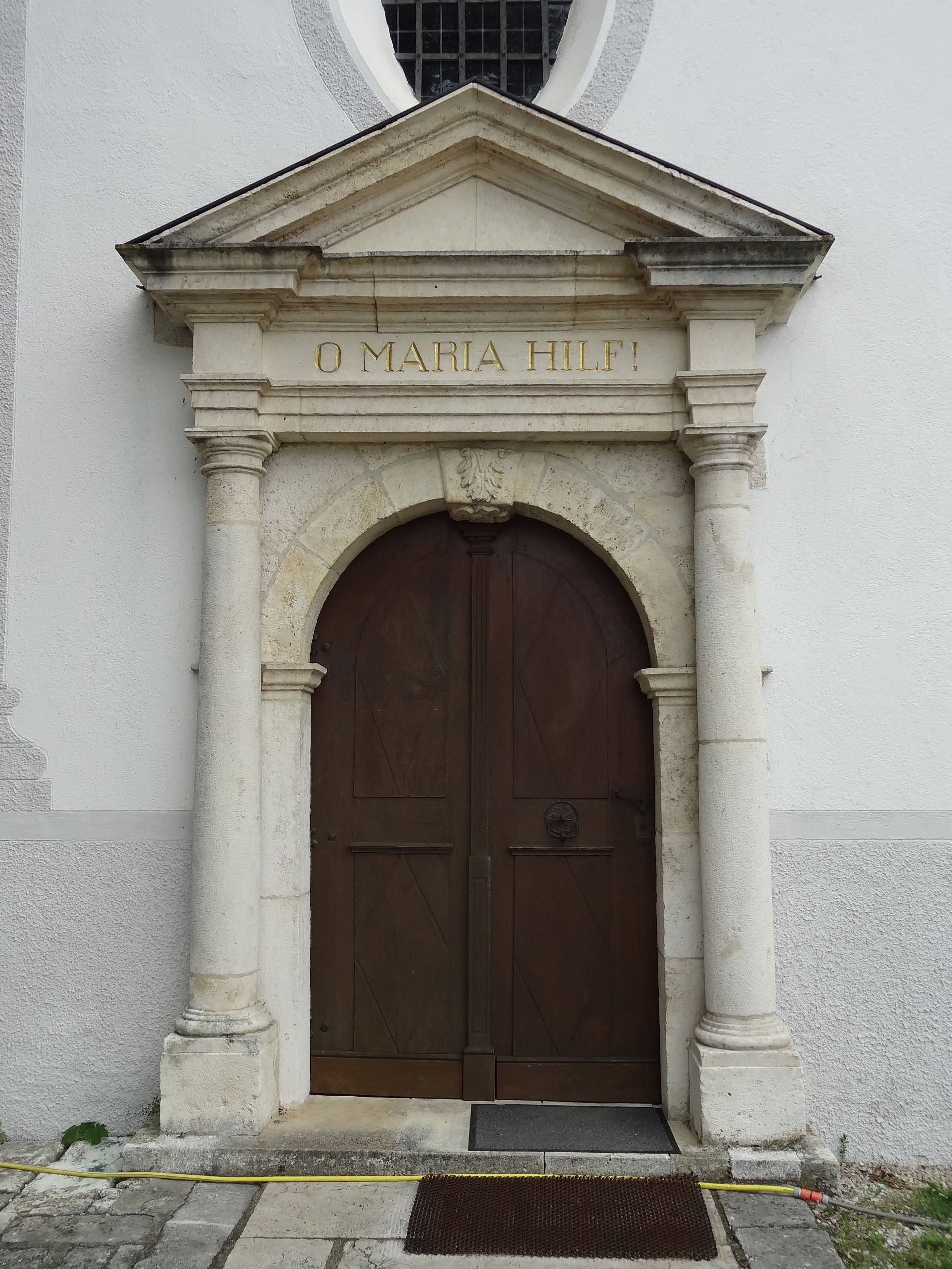
Südportal

Das Hauptportal der Kirche liegt in einer Flucht zur Südtreppe. Es wird von Säulen flankiert und ist mit einem Dreiecksgiebel bekrönt, der die Inschrift „O MARIA HILF!“ trägt. Das Langhaus besteht aus vier verhältnismäßig breiten Jochen, die von einem reich dekorierten Tonnengewölbe mit Stichkappen überspannt sind und einfache Rundbogenfenster enthalten. Die Jochtrennung erfolgt im Innenraum durch doppelte Pilaster. Das westliche der vier Joche wird von einer Empore mit gerader Brüstung überdeckt. Der Raum unter der Empore ist durch ein schmiedeeisernes Gitter vom übrigen Kirchenraum getrennt. Das östliche Joch öffnet sich nach beiden Seiten zu zwei kurzen Querschiffen. Sie umfassen je ein Joch und besitzen einen dreiseitigen Schluss, der jeweils einen Nebenaltar enthält. An der Westseite verfügen die Querarme jeweils über ein eigenes Portal.
In östlicher Richtung schließt sich an das Langhaus das über den Chorbogen stark einzogene Altarhaus an, welches den kreuzförmigen Grundriss komplettiert. Es umfasst zwei Joche, schließt ebenfalls in drei Achteckseiten und wird wie auch Langhaus und Querschiffe von einer Stichkappentonne überspannt. Als Jochgliederung finden hier im Gegensatz zum Langhaus einfache Pilaster Anwendung. Im Winkel zwischen Chor und Querschiff ist auf der Nordseite die Sakristei angebaut, auf der Südseite der Turm. Dessen ungegliederter Unterbau stammt noch aus der romanischen Stilepoche, während der Turmaufsatz und die Kuppel mit Laterne frühbarock und damit der Erbauungszeit der Kirche zuzuordnen sind. Der Bodenbelag im Innenraum besteht aus Solnhofener Plattenkalk, der im Rosenspitzmuster angeordnet ist.

### Ausstattung

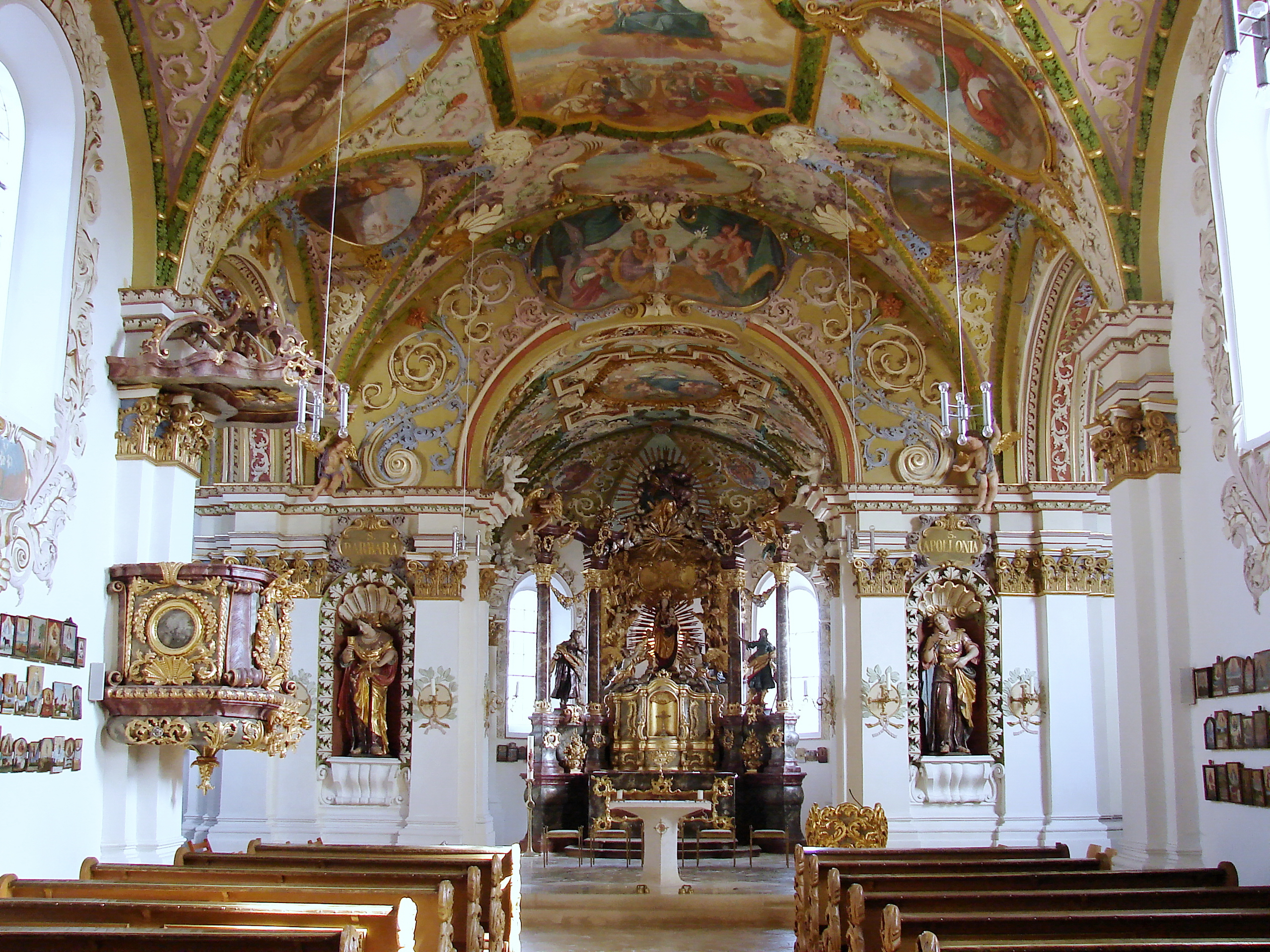
Innenansicht

Die Wallfahrtskirche Allersdorf besitzt eine sehr reiche Ausstattung im Stile des Spätbarock bzw. Rokoko. Allerdings stammt das eigentliche Gnadenbild, eine Holzfigur der Muttergottes mit dem Jesuskind in einem goldenen Strahlenkranz, aus dem frühen 16. Jahrhundert und ist somit älter als der heutige Kirchenbau. Es ist an zentraler Stelle an dem 1757 aufgestellten viersäuligen Hochaltar angebracht. Auf der Altarmensa befindet sich der Tabernakel mit reichen vergoldeten Zierelementen – Voluten und Rocaillen – und einem versilberten Altarkreuz, welches in der drehbaren Tabernakelnische zu finden ist. Oberhalb des Tabernakels ist das Gnadenbild zu sehen, das von zahlreichen Putten umgeben ist. In einer Art vergoldetem Baldachin zwischen den beiden mittleren Säulen, etwa auf der Höhe des Gebälks, ist ein Marienmonogramm zu sehen, darüber eine ebenfalls strahlenumkränzte Heilig-Geist-Taube und schließlich im Auszug Gott Vater auf einer Wolkenbank. Zwischen den beiden Säulenpaaren ist jeweils eine Seitenfigur angeordnet: links der heilige Josef, rechts der heilige Joachim. Seitlich des Chorbogens sind zwei Figuren aus dem Jahr 1699 in eigens dafür vorgesehenen Nischen untergebracht: links die heilige Barbara, rechts die heilige Apollonia.
Die steinfarbig marmorierten Querhausaltäre sind in den 1710er Jahren entstanden und wurden damals den Heiligen des Jesuitenordens geweiht. Der Altar im nördlichen (linken) Querschiff ist dem heiligen Ignatius von Loyola, dem Ordensgründer, geweiht. Das Altarblatt zeigt, wie Christus dem Ignatius erscheint und ihn auf das Kreuz verweist. Gleichzeitig gehen vom Herzen des Ignatius Blitze aus, die den Satan zu Boden stürzen. Als Seitenfiguren sind die Apostel Petrus und Paulus zu sehen. Der südliche (rechte) Querhausaltar ist dem heiligen Franz Xaver, Mitbegründer des Jesuitenordens und Wegbereiter der christlichen Mission in Asien, geweiht. Auf dem Altarblatt sieht man den Heiligen kniend vor der Mutter Gottes mit dem Jesuskind, das dem Franz Xaver einen Blütenkranz aus weißen Rosen auf das Haupt legt. Im Vordergrund ist ein Putto dargestellt, der dem Heiligen eine Wasserschale für die Taufe der herannahenden Inder reicht. Als Seitenfiguren erkennt man hier die beiden Pestpatrone Rochus und Sebastian.
Die spätbarocke Kanzel entstand etwa zur gleichen Zeit wie die Querhausaltäre und damit deutlich früher als der Hochaltar. Dennoch ist sie wie dieser in rot-grauer Marmorierung gefasst. Der polygonale Kanzelkorb ist mit aufwändigem Rankwerk verziert. Der Schalldeckel dürfte hingegen später entstanden sein, möglicherweise gleichzeitig mit dem Hochaltar. Er zeigt auf der Unterseite eine Heilig-Geist-Taube in einem Strahlenkranz, ein Motiv, das auch am Hochaltar zu finden ist. Auf der Oberseite schwingen sich Voluten zu einem Podest auf, welches ein kleines Herz als Symbol für die Liebe Gottes trägt.

### Fresken und Stuck
Die Kirche verfügt über zahlreiche Fresken an Decke und Wänden sowie über reichhaltige Stuckverzierungen; an den Kapitellen der Pilaster sind farbig bemalte Akanthusranken zu sehen. Insgesamt 52 Fresken, in durchdachter Weise angeordnet, sind in der Kirche zu sehen. Über die Freskierung ist ein Bericht von 1712 erhalten, der die unterschiedlichen Themen und Motive genau beschreibt.

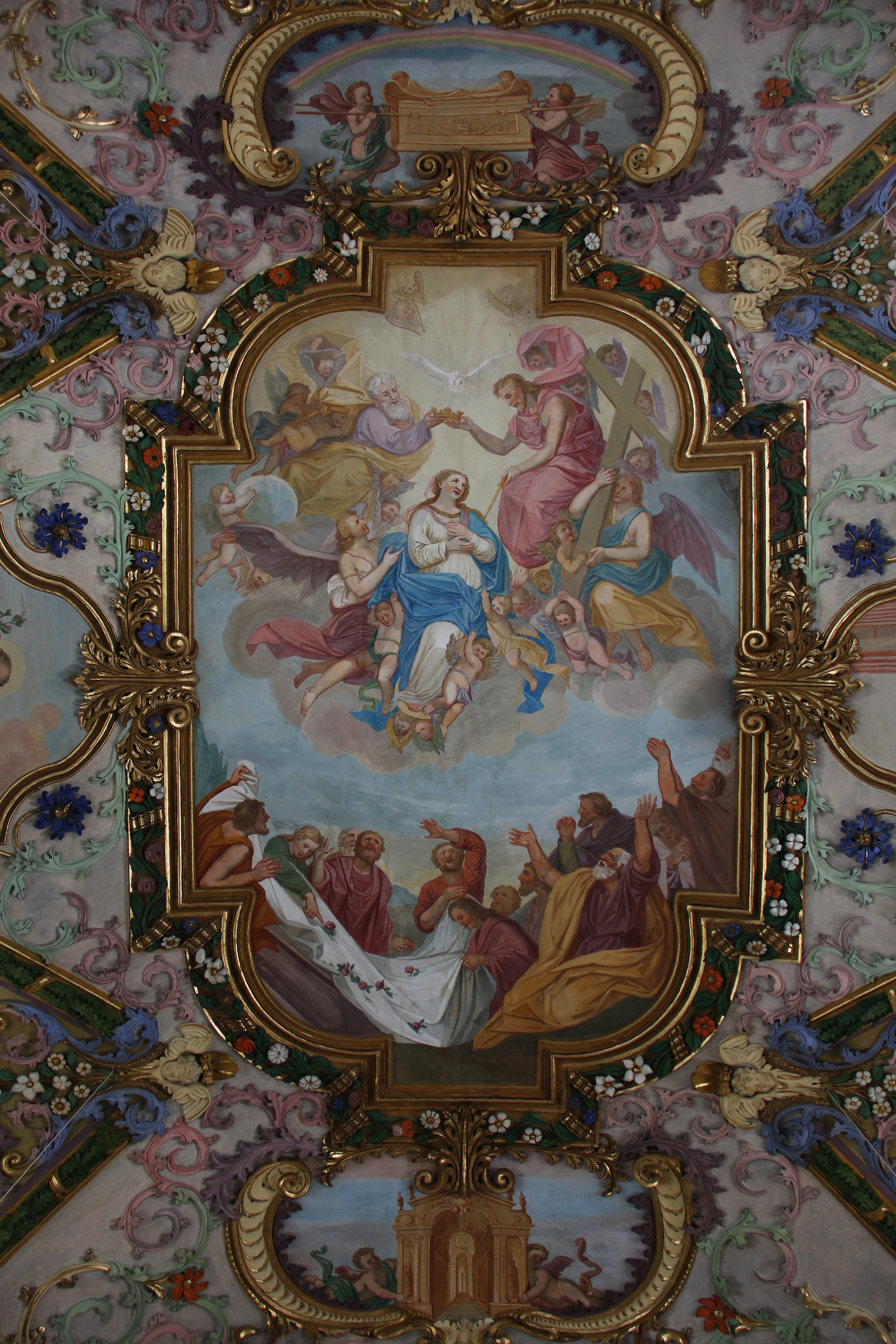
Mariä Himmelfahrt, das Hauptfresko im Langhaus

Die Fresken im Chor und die großen Langhausfresken sind Marienfresken. Das zentrale Chorfresko zeigt eine Darstellung der Maria Immaculata, die auf der von einer Schlange umwundenen Weltkugel steht. Dabei zertritt Maria aber soeben mit ihrem Fuß das Genick der Schlange, eine Antithese zur Verführung Evas im Paradiesgarten. Rundum sind im Altarhaus neun kleine Ovalbilder zu sehen, auf denen Putti Zeichen der Marienverehrung darbringen, zum Beispiel eine Krone, ein Zepter, einen Lorbeerkranz oder Blumen. Die drei großen Langhausfresken zeigen ebenfalls marianische Themen, von Ost nach West: eine Schutzmantelmadonna, die ihren weiten Mantel über Wallfahrer aus Abensberg und Biburg breitet; die Patroziniumsdarstellung Mariä Himmelfahrt; Maria als Helferin aller Christen, begleitet von dem auf der Weltkugel stehenden Jesuskind. Weitere Fresken, die der Marienverehrung zugerechnet werden dürfen, sind die allegorischen Darstellungen aus der Lauretanischen Litanei. Diese sind oberhalb der Sakristeitür und gegenüber oberhalb der Tür zum Turmaufgang zu finden, genauso wie in den Scheiteln des Langhausgewölbes, wo sie zwischen den drei großen Langhausfresken stehen, und in den Zwickeln oberhalb der Langhausfenster. Schließlich greift auch das Fresko über der Westempore die marianischen Titel auf. Der Titel dieses Bildes lautet: „Regina coeli laetare“ („Freu dich, du Himmelskönigin“).
In den Stichkappen des Langhauses findet man dagegen Darstellungen von Themen aus dem Alten Testament. Auf der Nordseite sind dies (von Ost nach West): die Opferung Isaaks durch Abraham; ein König aus dem Stamme Juda; König David mit Harfe; König Ahas mit dem Kranz der Hoffnung. Auf der Südseite sind dargestellt (von Ost nach West): Jakob am Fuß der Himmelsleiter; der Stammbaum Jesse; König Salomo als Erbauer des Jerusalemer Tempels; König Ezechias mit der Sonnenuhr. Zwischen den Stichkappen sind dagegen Gestalten um die Zeitenwende zu sehen. Auf der Nordseite sind dies (von Ost nach West): Johannes der Täufer; Joachim mit Maria; Zacharias mit dem Engel. Auf der Südseite sind dargestellt (von Ost nach West): der Evangelist Johannes mit der Vision der Frau in der Sonne; Anna bei der Unbefleckten Empfängnis; Elisabet mit Johannes dem Täufer. Das Chorbogenfresko ist ebenfalls der Gruppe der Darstellung um die Zeitenwende zuzuordnen. Hier sieht man Josef mit Jesusknaben, umringt von zahlreichen Putten.
In den beiden Querarmen sind schließlich Fresken zum Wirken des Jesuitenordens zu sehen; dieser schließlich war es, der die 52 Fresken erstellen ließ. In der linken Seitenkapelle ist, passend zur Thematik des dortigen Seitenaltares, der heilige Ignatius von Loyola bei einer Vision von Jesus dargestellt; ringsum symbolische Ausdeutungen des Lebens des Ignatius. In der rechten Seitenkapelle sieht man an zentraler Stelle, folgerichtig ebenfalls mit der Thematik des dortigen Seitenaltares übereinstimmend, den heiligen Franz Xaver umgeben von Engeln, die ein Spruchband mit der Aufschrift „Amplius“ („noch mehr“) tragen. Dies soll zum Ausdruck bringen, dass sich der Heilige in seinem Leben Gott immer weiter nähern wollte. Ringsum sind Symbole, die das Wirken des Jesuitenordens verdeutlichen sollen, dargestellt.

## Orgel

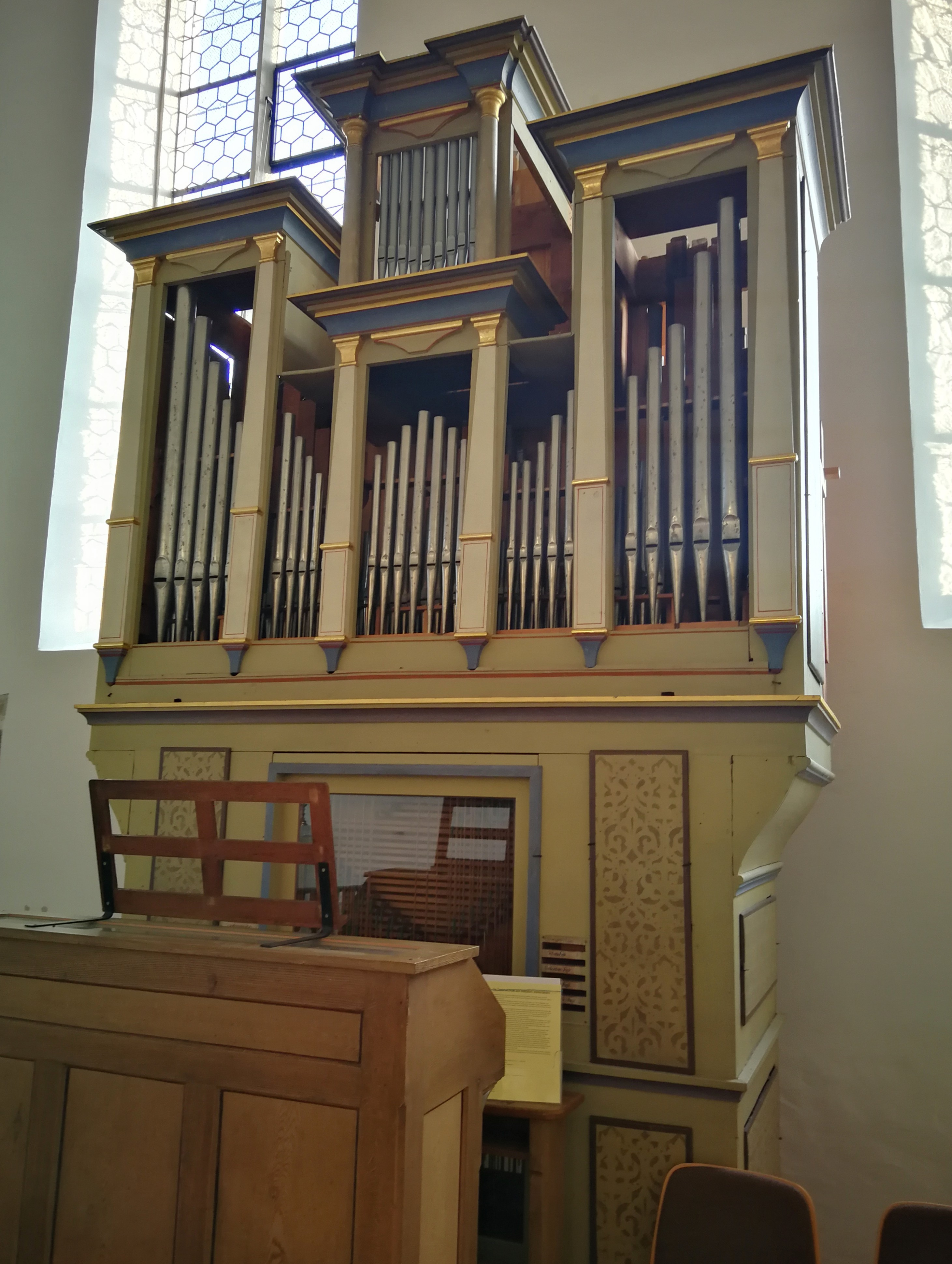
Ehemalige Orgel am neuen Standort

Bei der letzten Kirchenrenovierung von 1992 bis 1995 wurde die aus den 1840er Jahren stammende Mühlbauer-Orgel abgebaut und im benachbarten Priesterwohnhaus eingelagert; die Kirche in Allersdorf verfügt jetzt nur noch über eine kleine elektronische Orgel. Begründung hierfür war, dass sie den Blick auf das damals wieder freigelegte Barockfresko an der Rückwand der Empore versperre. Im Jahr 1998 wurde das vollmechanische Schleifladen-Instrument von dem Orgelbauer Wolfgang Schober aus Pankofen bei Plattling restauriert und im Folgejahr in das Orgelmuseum Kelheim transferiert. Dort ist es spielfähig aufgebaut. Es besitzt neun Register auf einem Manual und Pedal. Die Disposition lautet wie folgt:
| I Manual C–f3Kloster_Kelheim#Orgelmuseum |                |    |
| 1.                                       | Salicional     | 8′ |
| 2.                                       | Bordun         | 8′ |
| 3.                                       | Flöte          | 4′ |
| 4.                                       | Principal      | 4′ |
| 5.                                       | Gemshornquinte | 3′ |
| 6.                                       | Octave         | 2′ |
| 7.                                       | Oktav          | 1′ |

| Pedal C–c1 |          |     |
| 8.         | Subbaß   | 16′ |
| 9.         | Octavbaß | 8′  |

- Koppeln: Pedalkoppel

## Trivia
Im Jahr 2010 diente der Außenbereich der Kirche als Kulisse für einige Szenen des Spielfilms Trans Bavaria.